# パンチ佐藤
パンチ佐藤（パンチさとう、本名：佐藤 和弘（さとう かずひろ）、1964年〈昭和39年〉12月3日 - ）は、神奈川県出身のタレント、元プロ野球選手（外野手・内野手、右投左打）、野球解説者。愛称は「パンチ」。

## 来歴

### プロ入り前
川崎市立西中原中学校から武相高校に進学。1982年春季関東大会準々決勝に進むが、関東学園大附高に延長14回敗退。同年夏の甲子園県予選は準々決勝で、後にプロで同僚となる高田誠のいた法政二高に延長10回サヨナラ負けを喫する。
亜細亜大学に進み、同野球部に入部、最終年にはキャプテンも務めた。東都大学野球リーグでは、1年上の3年生エース三原昇の好投もあって1984年春季リーグで優勝を経験。直後の全日本大学野球選手権大会では決勝に進むが、3年生エース西川佳明や秦真司捕手、島田茂、伊吹淳一（のち熊谷組）、若井基安ら強力打線の法大に延長11回惜敗、準優勝にとどまる。1985年秋季リーグでは、4年生三原昇と同期3年生阿波野秀幸の両エースに、4年生古川慎一と鈴木慶裕、パンチ佐藤ら強力打線を擁しながら、駒大に次ぐ2位に終わる。最上級生となった1986年秋季リーグでは、エース阿波野秀幸が9勝を挙げるが、またしても駒大に次ぐ2位に終わる。リーグ通算86試合出場、274打数82安打、打率.299、5本塁打、42打点。ベストナイン3回（一塁手）。大学の1年下には与田剛がいた。
卒業後は社会人野球の熊谷組に入社。俊足かつ強打の選手として知られ、1988年の都市対抗では左翼手、三番打者として準決勝に進むが、NTT東海に敗退。同年から2年続けて社会人ベストナイン（外野手）に選出されている。1989年の都市対抗では2回戦でヨークベニマルから、大会史上2人目のサイクル安打を記録している。
1989年のドラフト1位でオリックス・ブレーブスに入団。

### オリックス時代
即戦力として期待され、1年目の1990年は8月から故障のブーマー・ウェルズに代わり、一塁手として29試合に先発出場を果たす。1991年も左翼手として11試合に先発。同年11月3日開催のパ・リーグオールスター東西対抗（静岡県草薙総合運動場硬式野球場）では、指名打者の新井宏昌の代打として出場し6回裏に2点本塁打を記録、MVPを受賞している。1年目こそ即戦力として結果は出したものの、翌年以降は自身の不振や故障が多く、また外野・一塁・指名打者と不動のレギュラーもあり出場機会が年々減少、1993年には一軍での安打0本に終わる。
1994年4月7日、新監督の仰木彬及び打撃コーチに新任した新井宏昌との共同発案で鈴木一朗と共に新しい登録名「パンチ」に変更。心機一転したパンチは復活を目指すが、出場機会は恵まれず先発出場も果たせなかった。11月4日に引退を発表した。
現役時代は愛嬌あるキャラクターで親しまれた反面、好不調の波が激しく、また守備面でも送球に難があることが弱点であった。男気あふれるキャラクターや「パンチ語録」で人気を博し、フジテレビ「プロ野球珍プレー・好プレー大賞」で度々取り上げられ話題になり、また任侠・男伊達の世界観を愛し、演歌好きでも知られた。かつてスーツの裏地に物々しい虎の刺繍をびっしり入れたこともあり、「いや、こういうのは女性の下着といっしょで自分で満足するもんですから」と言ったことがある。

### 引退後
タレントとしてスポーツバラエティ番組をはじめ、身体能力を活かした番組のほか、ドラマなどにも積極的に出演している。
1995年はフジテレビ・ニッポン放送の野球解説者として、プロ野球中継に出演することもあった。
2005年9月には、自宅駐車場に不審者（覚醒剤所持者）が侵入している所を取り押さえ、地元・中原警察署から表彰を受けた。
2010年9月1日、小澤音楽事務所からスターヒルに所属事務所を移籍した。
2013年4月1日、スターヒルを退社し独立。
2014年9月、翌年よりベースボール・チャレンジ・リーグに加入予定の武蔵ヒートベアーズの宣伝本部長に就任。2015年10月1日、契約満了により退任した。
2015年、アスリートとメールのやりとりなどができる有料会員制SNSサービス『athlete club（アスリートクラブ）』を月額10万円の会員費で開始した。
2015年、「笠間サポーターズ」の第一号として登録された。
「笠間サポーターズ」とは茨城県にある笠間市を愛し、応援したいという気持ちを持つ個人や団体の方が登録できる制度のことで、パンチは年に数回その笠間市を訪れていて、そのことについてブログも更新している。

#### 社会人・クラブチームでの現役復帰
2005年にタレント・萩本欽一が監督を務める社会人野球チーム・茨城ゴールデンゴールズに入団が決定したが、その直後に別のプロ野球経験者が入団することになり、プロ経験者登録枠の関係と「古巣に恩返しがしたい」ということから、1994年に休部した熊谷組野球部のOBで結成したクラブチーム・熊球クラブに加入した（登録名義は佐藤和弘。2008年をもって退団）。

## 現役時代の実績
強打の外野手として期待されたものの、打撃面では入団初年の打率.331を頂点に成績は尻すぼみ。1994年、新監督に仰木が就任し、登録名を既にニックネームとして定着していた「パンチ」に、3年目の若手外野手の鈴木一朗も「イチロー」に変更した（このアイディアは打撃コーチの新井宏昌が提案し、仰木が承認した）。この際仰木らは、実際にはイチローひとりを売り出すために登録名変更を思い立ったものの、当時はまだ全国区ではなかったイチロー一人だけを改名した場合、イチローだけが目立ってかえって萎縮してしまうことを懸念していた。そこで仰木らは、既に全国区だったパンチにも改名を勧め「一緒に目立ってくれ」と頼み込み、こうして2人の登録名が変更されるに至った。
新たな登録名で心機一転したパンチは復活を目指し、手ごたえを感じつつあった1994年のシーズン終盤、仰木から直々に飲食に誘われ、期待の言葉をかけられると思っていたところ、直接引退勧告（戦力外通告）を受ける。「野球より芸能界の方が向いているのではないか」と見抜いており、仰木から戦力外を言い渡されると「どうしてですか? シーズン前には『期待している』って言ってくれたじゃないですか」と反論したが、仰木は「代打でなら使えるが、スタメンとして使うにはちょっと厳しいな。資産も多く持っているならいい、でも奥さんも子供もいる。お前はこのままプロ野球選手として食っていくよりも、芸能界でやっていった方がいいと思う」と諭した。「尊敬する仰木さん」にそこまで言われてしまっては仕方がないとあっさり納得し、「はい、分かりました。辞めます」と二つ返事で引退を決意した。
現役最終打席は1994年にグリーンスタジアム神戸で開催された対近鉄戦の代打出場だった。

## 人物

### プロ入り前
小学生時代のあだ名は「ザット」（“さとう”をもじって）。当時は両親が共働きで、帰ってくるのが遅いため、団地の前で日が暮れるまで素振りをしたという。

あまり裕福でなかったため、将来は県内で軟式野球の強豪である川崎市水道局に就職して安定した公務員になりたいと考えていた。
パンチパーマにした理由は、社会人時代に坊主頭にしていた時、相手チームのボールを拾ってあげたところ、どうみても年下の選手から丁寧な「ありがとうございます」ではなく軽々しく「サンキュー」といわれたことに憤慨し、若く見られないために始めたものである。
武相高等学校の1学年先輩にタレントの出川哲朗（軟式野球部OB）がいる。

当初は大学進学は考えていなかったが、亜大から声がかかっていた野球部の同期が高校卒業後も厳しい上下関係が続くことを嫌って社会人野球入りを決めたために自身に話が回ってきたという。
大学4年時に監督から呼び出されて、「行きたくない会社はあるか」と聞かれたが「監督にお任せします」と答えるしかなく、熊谷組へ進むことを決められたという。

入社後は野球中心の生活を送りながらも毎月給与が入ったり、代表メンバーに選ばれると手当てが出たりすることに感激していた。
熊谷組時代の1988年に、グリーンスタジアム神戸の完成記念試合（三菱重工神戸硬式野球部との練習試合）で、同球場初の本塁打を放った。両社がスタジアムの工事を請け負っていたことによる対戦で、試合終了後には、球場内のレストランで三菱重工神戸の選手と酒食を共にしたという。

### 現役時代
ドラフト指名時には熊谷組の寮で当時のオリックス上田利治監督からの電話に「会社の方と相談して決める事ですけれども…自分の心はひとつです!!」と応え、入団当時から話題をさらった（その時の映像が2000年代中盤にリクルート「フロムエー」のCMでも使われた。ちなみに佐藤に受話器を渡したのが、電話番で当時高卒入社1年目の波留敏夫）。入団記者会見では契約金について「この1億円はプロで勝負させてもらう為のお金であり、手を出せないです」という発言で場内を驚かせた。また、セールスポイントについては「根性です」、どんな選手になりたいかとの問いには「グシャっとした当たりでもいいから塁に出られるバッターになりたい」と答えた。ちなみにドラフト前日にサッカーをやっていた際に足を骨折したため指名後の記者会見では松葉杖をつきながら登場した。
入団後は守備走塁コーチの今津光男と二人三脚で有名だった。だが、今津コーチも単身赴任で合宿所に住んでいたことから、ただの「飲み友達」だったという話もあり、度々ネタにされていた。
福岡ドームでのホークス戦で、守備で悪送球をした際に、理由として「ついさっきまで稲荷寿司を素手で食べていて、手を拭かずに守備についた。油揚げの油が指についていた為、滑ってあんな送球をした」と弁解した。
1994年の阪神とのオープン戦で代打出場した際に中田良弘から足にデッドボールを受け、その場にうつ伏せに倒れてしまい全く起き上がれなくなった。仰木監督は慌ててベンチを飛び出した瞬間、パンチが急に立ち上がり全力で一塁ベースに向かって走った為、それがパンチ特有の芸だと知るや仰木は大笑いをしながらベンチに戻った。ちなみにこの試合では仰木監督にピンマイクが付けられていて、代打のコールはもとより仰木の笑い声も中継されていた。なお、この時審判に代打を告げる際に仰木は新登録名に慣れていなかったせいか「佐藤」と告げ、直後に「パンチ」と言い直している。
現役最後年となった1994年のオリックス一軍外野陣は、イチロー、本西厚博、田口壮、高橋智、平塚克洋、柴原実と攻守のタイプ双方で激戦区で、一塁にもフランシスコ・キャブレラ、藤井康雄(外野手でも65試合出場している)がいたため、パンチは開幕当初は代打の切り札として好スタートを切ったが不調に落ちるとその後は出場機会が得られなかった（シーズン23試合出場、先発無し）。パンチはシーズン終盤に仰木に移籍を志願し、在京セリーグ3球団を中心にトレードを模索したが、話が纏まらず5年間で現役引退することになった。現役最終打席は、この年の最終戦となる10月9日のグリーンスタジアム神戸での対近鉄戦で、代打出場してプロ唯一の三塁打を放っている。この時点ですでに現役引退を決断していたため、三塁にヘッドスライディングした後、しばらく顔を上げることができなかった。

### 引退後
韓国に凝っており、週1度はテコンドーの道場に通い、韓国料理もかなりのペースで口にする。反面、午後8時以降は食べ物を一切口にしないという体調管理を貫いている。

### 上田・仰木への尊敬と土井正三との確執
パンチは上田利治と仰木彬を深く尊敬している一方で、上田と仰木の間にオリックス監督（ブルーウェーブの初代監督）を務めた土井正三に対してはどうしても尊敬の念が持てず、引退後に出演した「プロ野球ニュース」では、歴代の監督に感謝のメッセージを述べる際に「プロへの扉を開いてくれた上田監督、芸能界への扉を開いてくれた仰木監督、…途中何かありましたけども」と、土井にだけは感謝の念を述べなかった。また、パンチは自著でも土井のことを「土井監督」ではなく「D」とイニシャル（敬称なし）で書いている（該当箇所→『プロ野球・独断毒舌改造論』数か所、『プロ野球・独断毒舌改造論』の124ページ）。
後年のインタビューでは、土井が読売ジャイアンツの選手・コーチ時代（主にV9時代）の経験や厚遇を引き合いに出す一方で、オリックスの選手を自身とベテラン（阪急時代からの主力選手だった佐藤義則・松永浩美）しか知らずに監督を引き受けていたことを告白。土井の監督時代を、「球団も監督も何をやりたいのか分からない3年間で、みんな（ナイン）が上田の監督時代の采配と比べながら、土井の指示に仕方なく従っていた。オリックスがブレーブスからブルーウェーブになった途端、全部のネジがゆるんでしまった感じだった」と述懐している。
上田・仰木は共々、明るい性格の選手が好きなタイプの監督である。パンチが引退後最初の仕事は、奇しくも日本ハムの監督に就任した上田へのインタビューだった。上田はインタビュー中、「パンチ、何で現役やめちゃうの?もったいない!もったいない!」と引退を惜しむ発言を繰り返し、パンチは終始恐縮していた。
ちなみに、タレント転身後の講演会や雑誌の対談などでは、土井監督時代の1993年6月12日にイチローが長岡市悠久山野球場の対近鉄戦で野茂から一軍公式戦初本塁打を放ったことを引き合いに出しながら、自身がその翌日に土井から二軍降格を命じられたことをしきりに語っている。しかし実際には、直近に7試合連続で起用されたにもかかわらず（6試合でスタメン）、打率.200（20打数4安打）、出塁率.238、長打率.250と振るわなかったことで降格に至っている。

### エピソード
武相高校の先輩の東門明を尊敬し、プロ入りの際背番号を決める時に45番を選んだ理由は東門が早稲田大学で着けていた背番号9にちなんでいる（4+5で9になる）。入団直後は9番が欲しかったものの、先輩の本西厚博が9番だったため、「本西さんから貰うわけにはいかない」として苦肉の策でこの番号になっている。
現役最終年の背番号90は45の2倍という意味もあるが9が入っているからという意味でもある（出典は竹書房刊「まんがパロ野球ニュース」のパンチの連載コーナー）。
94年の現役引退時、イチローにユニフォームを下さいと言われ、なら取り替えっこしようと提案し、自身の背番号90のユニフォームとイチローの背番号51のユニフォームを物々交換していて、現在も所有しているとゲスト出演したプロ野球関係のあらゆるYouTubeチャンネルで語っている。(イチロー側は現在もパンチのユニフォームを所有しているかは不明)
当時、グリーンスタジアム神戸の打席登場時の各選手のテーマ曲（出囃子）は、DJ KIMURAが選曲するアップテンポの曲で統一されていたが、パンチの場合のみ演歌であった。

## 詳細情報

### 年度別打撃成績
| 年 度     | 球 団      | 試 合 | 打 席 | 打 数 | 得 点 | 安 打 | 二 塁 打 | 三 塁 打 | 本 塁 打 | 塁 打 | 打 点 | 盗 塁 | 盗 塁 死 | 犠 打 | 犠 飛 | 四 球 | 敬 遠 | 死 球 | 三 振 | 併 殺 打 | 打 率 | 出 塁 率 | 長 打 率 | O P S |
| --------- | ---------- | ----- | ----- | ----- | ----- | ----- | -------- | -------- | -------- | ----- | ----- | ----- | -------- | ----- | ----- | ----- | ----- | ----- | ----- | -------- | ----- | -------- | -------- | ----- |
| 1990      | オリックス | 42    | 142   | 133   | 20    | 44    | 12       | 0        | 1        | 59    | 8     | 3     | 1        | 3     | 0     | 6     | 0     | 0     | 12    | 1        | .331  | .360     | .444     | .803  |
| 1991      | オリックス | 46    | 72    | 65    | 5     | 15    | 3        | 0        | 2        | 24    | 12    | 0     | 1        | 1     | 2     | 4     | 1     | 0     | 8     | 0        | .231  | .268     | .369     | .637  |
| 1992      | オリックス | 35    | 43    | 37    | 2     | 6     | 0        | 0        | 0        | 6     | 4     | 0     | 0        | 0     | 2     | 3     | 0     | 1     | 2     | 1        | .162  | .233     | .162     | .395  |
| 1993      | オリックス | 3     | 3     | 3     | 0     | 0     | 0        | 0        | 0        | 0     | 0     | 0     | 0        | 0     | 0     | 0     | 0     | 0     | 1     | 0        | .000  | .000     | .000     | .000  |
| 1994      | オリックス | 23    | 22    | 22    | 2     | 6     | 0        | 1        | 0        | 8     | 2     | 0     | 0        | 0     | 0     | 0     | 0     | 0     | 1     | 0        | .273  | .273     | .364     | .636  |
| 通算：5年 | 通算：5年  | 149   | 282   | 260   | 29    | 71    | 15       | 1        | 3        | 97    | 26    | 3     | 2        | 4     | 4     | 13    | 1     | 1     | 24    | 2        | .273  | .306     | .373     | .679  |

### 記録
- 初出場：1990年4月8日、対ロッテオリオンズ1回戦（阪急西宮球場）、8回裏に小川博文の代打で出場
- 初打席：同上、8回裏に村田兆治の前に三振
- 初安打・初打点：1990年4月11日、対福岡ダイエーホークス2回戦（グリーンスタジアム神戸）、7回裏に熊野輝光の代打・高橋智の代打として出場、井上祐二から右前適時打
- 初先発出場：1990年8月23日、対日本ハムファイターズ21回戦（阪急西宮球場）、7番・一塁手として先発出場
- 初本塁打：1990年10月5日、対ロッテオリオンズ25回戦（川崎球場）、7回表に井辺康二から右越ソロ

### 背番号
- 45 （1990年 - 1993年）
- 90 （1994年）

### 登録名
- 佐藤 和弘（さとう かずひろ、1990年 - 1994年4月6日）
- パンチ（1994年4月7日 - 11月4日）

## 関連情報

### 出演

#### テレビ
- BASEBALL SPECIAL〜野球道〜（フジテレビ。同局のプロ野球中継の現行タイトル。1995年に解説者として出演）
- プロ野球ニュース（フジテレビ・1995年4月 - 1997年3月）
- めざましどようび（フジテレビ）
- 恋する陪審員（フジテレビ）
- ぶらり途中下車の旅 『都営バス・王78系統』編（1997年、日本テレビ）
- 所的蛇足講座（福岡放送）
- クロノス（フジテレビ）
- めざましテレビ公認 わがまま!気まま!旅気分（BSフジ FNS各局制作）
最多出演のテレビ静岡を筆頭に、フジテレビ、福島テレビ、長野放送、石川テレビ、岡山放送の制作回に出演した。
- ハピふる!（2008年9月まで、フジテレビ）
- 住まい自分流 〜DIY入門〜（2008年4月 - 2009年3月、NHK教育）
- パンチ佐藤の国際スポーツ警察負けたら逮捕じゃ!（テレビ神奈川）
- 住まい自分流アルファ（2009年4月 - 、NHK教育テレビ）
- きらめきいっぱいさいたま市（2009年4月 - 2011年3月、テレビ埼玉）
- 食爛漫!味づくし 感動の旅（パワーテレビジョン）
- スポルたん!LIVE（仙台放送、準レギュラー）
- ひるまにあん（テレビ朝日系列東北6局[16]ブロックネット、準レギュラー）
- ジャンクSPORTS（フジテレビ）
- 食探訪記 パンチ佐藤の美味いぞニッポン!（Twellv）
- とうほく元気です!TV（テレビ朝日系列東北6局[16]ブロックネット）2012年4月7日 -
- 一度は行きたい!にっぽん露天風呂の旅（パワーテレビジョン制作）
- パンチ佐藤のニッポン元気ふれあい旅（2013年2月 - 、スカイ・A sports+）
- 福岡夢実現バラエティー 頑張るキミに花束を!（福岡放送）
- パンチ佐藤の初売りダイナマイト（2011年12月 - 毎年年末の宮城県限定の特番、東日本放送）

#### ドラマ
- 山村美紗サスペンス「名探偵キャサリン」シリーズ（TBSテレビ）
- フォトグラファー桜井美由紀 「夜の虹」（TBSテレビ）
- 金田一耕助の傑作推理 幽霊座（TBSテレビ）
- 「新・ミナミの帝王」新田会長役（関西テレビ）
- ドンウォリー! 第10話（フジテレビ、1998年） - 高校の先生
- ドラゴン青年団（毎日放送） - 本人役
- ヨメ代行はじめました。（関西テレビ） - 常連客
- 牙狼-GARO- 〜闇を照らす者〜（テレビ東京） - ロックな運転手
- 侵略!ガルパンダZ（2016年、TOKYO MX、サンテレビ） - 犯弛監督 役
- ももの唄（2025年9月14日 - 9月28日予定、TOKYO MX） - 遠藤肇 役[17]

#### 映画
- 男はつらいよ 寅次郎紅の花（1995年　監督：山田洋次）- 自転車の男（ノンクレジット）
- スーパースキャンダル（1996年　監督：岡村俊一） - ポンチ加藤
- ドリーム・スタジアム（1997年　監督：大森一樹）-  バッティングセンターのチンピラ
- ガラスのヒール レースクイーンの女神たち The Movie（2006年　監督：川村浩之） - 伊藤刑事
- それでもヤクザはやってくる（2007年　監督：高瀬将嗣） - 金沢
- デメキング（2009年　監督：寺内康太郎） - 高校教師
- ハードライフ 紫の青春 恋と喧嘩と特攻服（2010年制作、2011年春公開）- 高橋邦夫(主演・高橋すえこの父)
- 夕の江の街に（2012年6月2日公開　監督：星野義幸） - タムラ
- グッモーエビアン!（2012年12月15日公開）
- ダイヤモンド（オールインエンタテインメント、2013年8月3日公開）[18] - 大上
- サイコギャンブラー破滅的遊戯（2014年4月23日、監督：山本淳一） - 久住

#### Vシネマ
- 筋モンリーグ 野球篇（2006年） - 元 水龍会組員 佐藤吉孝

#### CM
- ジャスコ 全館バーゲン（1992年）
- 日清食品 日清Spa王（1995年） - 工藤静香と共演[19]。
- アース製薬（2003年）
  - 車内（クルマ）のニオイとり
  - おそとでノーマット
- リクルート「フロム・エー」（2003年）
- ミスター通商（2006年）
- NBCユニバーサル・エンターテイメントジャパン「fripSide×angela/The end of escape」（2016年）
- 田清魚店（岩手県限定・2018年）

#### ラジオ
- ニッポン放送ショウアップナイター（ニッポン放送、1995年）
- 世の中面白研究所（2008年3月 - 、NHKラジオ第1放送） - 研究員として不定期出演
- パンチ佐藤のガッツで行こうぜ！（FMたちかわ、2017年12月 - 2018年12月）
- 瑠美とパンチのほろ酔い酒場（FMたちかわ、2019年1月 - ） - 山口瑠美と共演

#### Youtubeチャンネル
- ウノ山本とパンチ佐藤の今日もどこかでDYNAMITE!!

#### 著書
- 『パンチ佐藤の迷語録人生』（サンマーク出版, 1992年4月）ISBN 4763190334
- 『プロ野球・独断毒舌改造論』（ラインブックス, 1995年5月）ISBN 4847012348